# Berna (Olten)
Berna war ein Schweizer Hersteller von Lastwagen, Autobussen und Trolleybussen.

## Geschichte

### Gründung

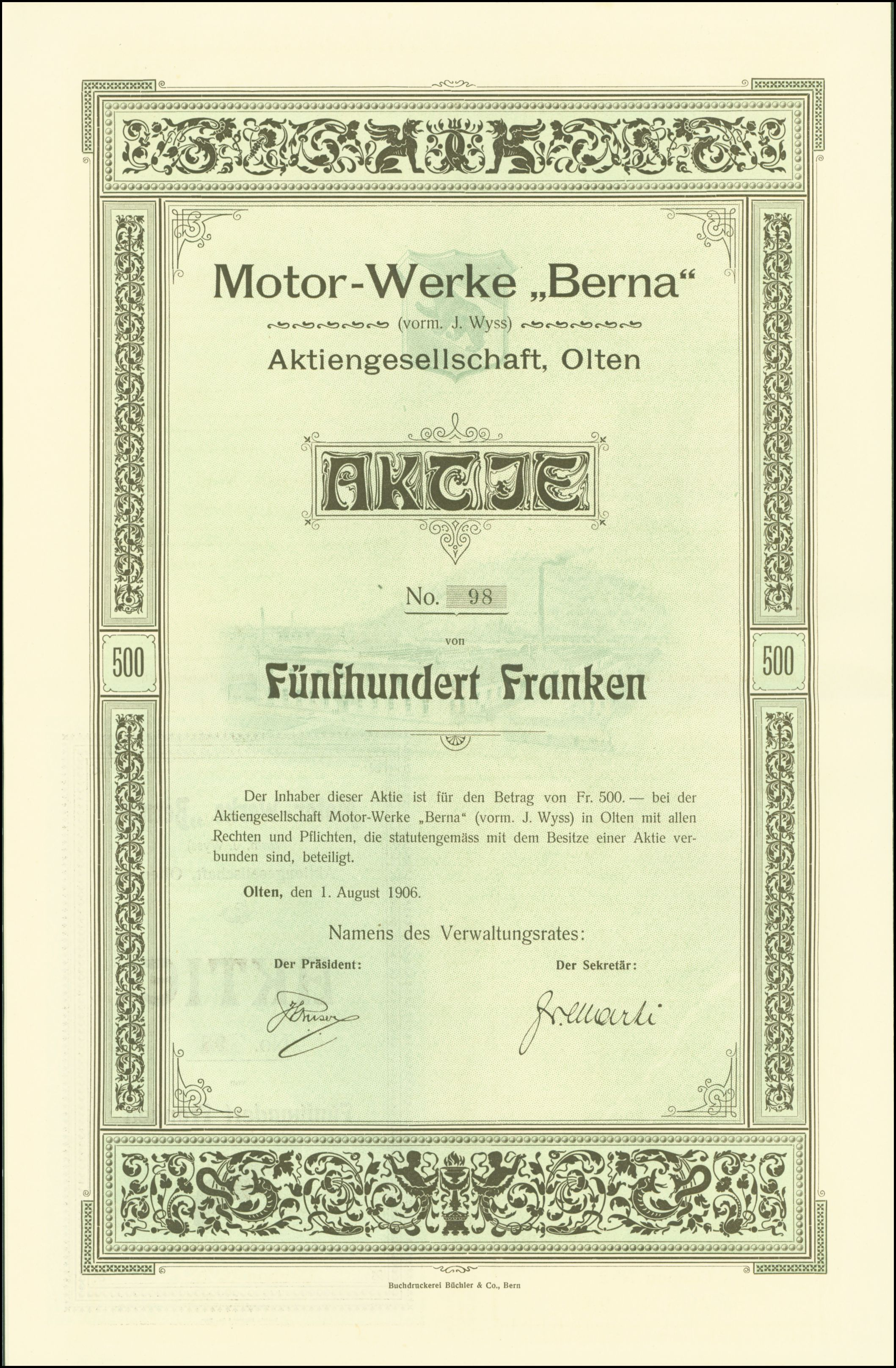
Aktie über 500 Franken der Motor-Werke Berna vom 1. August 1906

Plakat von Emil Cardinaux (1914)

1902 startete Joseph Wyss in Bern mit der Herstellung von Kraftfahrzeugen mit dem Markennamen Berna. Anlässlich einer Testfahrt am 13. Juni 1902 von der Gurtenbrauerei in Wabern über Gurtendorf zum Hotel auf dem Gurten bewiesen die drei Berna Ideal, dass sie auch steile Wege meistern konnten.
1904 wurde eine Erweiterung der Räumlichkeiten nötig, und es erfolgte der Umzug nach Olten. Der Markenname Berna wurde aber beibehalten.
1905 begann Berna mit der Produktion von Lastwagen. Kunden waren die Privatindustrie, öffentliche und private Transportunternehmungen, Feuerwehrkorps in vielen Gemeinden und Armeen mehrerer Länder. Bereits 1906 wurde exportiert, etwa nach Grossbritannien, wo der Vertrieb durch Straker and MacConnell (1906) Ltd, 44, Pall Mall, London W. gemeinsam mit den italienischen Marken Rapid (Automobile) und Bianchi (Fahrräder, Motorräder, Automobile) sowie dem französischen Hersteller Lacoste & Battmann (Voiturettes). Es besteht kein Bezug zu Straker-Squire. Nach dem raschen Zusammenbruch dieses Partners wurde der Import ins Königreich von der Schweiz aus organisiert.

### Erster und Zweiter Weltkrieg
Für die Schweizer Armee wurden Lastkraftwagen und Traktoren als Artilleriezugmaschinen gebaut.

Berna Traktor als Zugmaschine für eine 15-cm-Haubitze
Offiziere der Traktorkolonne vor den Fahrzeugen

1913 wurde mit britischem Kapital die British Berna Motor Lorries, Ltd. in West Kensington, London W. gegründet, die leicht abgeänderte Berna-LKW in Lizenz baute. Die britischen Berna hatten grössere Kühler und waren mit 2½ und 5 tn Nutzlast erhältlich. Die britische Armee setzte im Ersten Weltkrieg neben 591 Berna aus Olten auch etwa 300 British Berna ein. Nach dem Krieg waren für kurze Zeit britische LKW mit 3½ und 4½ tn erhältlich. Die englische Produktion endete um 1920, wahrscheinlich zu Gunsten des Watson.
1918 wurden 206 Nutzfahrzeuge hergestellt.
Während der Zwischenkriegszeit befand sich das Schweizer Unternehmen für einige Jahre in englischen Händen, bevor es wieder von schweizerischen Investoren übernommen wurde.
1929 erwarb die Adolph Saurer AG in Arbon, damals Marktführerin in der Schweizer Lastwagenproduktion, die Aktienmehrheit bei Berna. Unter der Saurer-Führung wurden die Oltner Fahrzeuge gemeinsam mit den Arboner Lastwagen entwickelt, und auch in der Produktion der Komponenten wurden Synergien genutzt.
1944 Bau der Nahkampfkanone 1. Es blieb jedoch bei einem Prototyp.

### Nachkriegszeit
Ab 1974 erfolgte die Fahrzeugmontage ausschliesslich bei Saurer in Arbon. In Olten wurden nur noch Komponenten produziert. Die Marke Berna wurde aber weiterhin eigenständig vermarktet. Bis zum Schluss konnte jeder Typ auch mit dem Bären-Signet und Berna-Schriftzug bestellt werden.
1982: Als gegen Ende der 1960er Jahre der bis dahin geschützte Schweizer Lastwagenmarkt für ausländische Anbieter geöffnet wurde, kamen die vergleichsweise kleinen Schweizer Hersteller unter Druck. Als Folge davon gab Saurer 1982 schliesslich das Ende der Produktion von Nutzfahrzeugen bekannt. Die neu gegründete NAW unter Führung von Mercedes produzierte noch die bereits bestellten privaten Lastwagen sowie die kürzlich noch von der Schweizer Armee in Auftrag gegebenen 1200 Stück 6DM und 10DM.
1983 wurde der letzte für den zivilen Einsatz gebaute Lastwagen ausgeliefert.
1987 wurde der letzte Saurer 10DM der Schweizer Armee übergeben.

### Ende der Fahrzeugproduktion
In der Phase der Marktöffnung bei den Lastwagen erkannte das Management der Berna, dass sich langfristig die Lastwagenproduktion in der Schweiz nicht halten liess. Das Unternehmen wurde deshalb umgebaut. Die Oberflächenmetallurgie wurde zum Kerngeschäft entwickelt. Dabei wurden zwei Bereiche gebildet, eine sogenannte Dünnschicht- und eine Dickschichtsparte. Bei den dünnen Schichten wurden Anlagen zur Beschichtung von Oberflächen mit Metallen im PVD-Verfahren entwickelt und gebaut. Bei den dicken Schichten wurden Plastifizierzylinder mit einem speziellen Schleuderverfahren gegen Verschleiss und Korrosion geschützt.
Beide Sparten entwickelten sich eigenständig und wurden 2003 vom Saurer-Konzern, der bis dahin weiter die Aktien der Berna hielt, als zwei eigenständige Unternehmen verkauft. Aus der Dünnschichtsparte entstand die Firma Ionbond, ein Unternehmen, das den Bau von CVD- und PVD-Beschichtungsanlagen betreibt und diese Beschichtungen in zahlreichen Servicezentren als Lohnbeschichter anbietet. Aus der Dickschichtsparte wurde die Bernex-Bimetall AG, die beschichtete Plastifizierzylinder und Plastifizierschnecken (neues Werk in Tschechien) produziert.

## Bilder

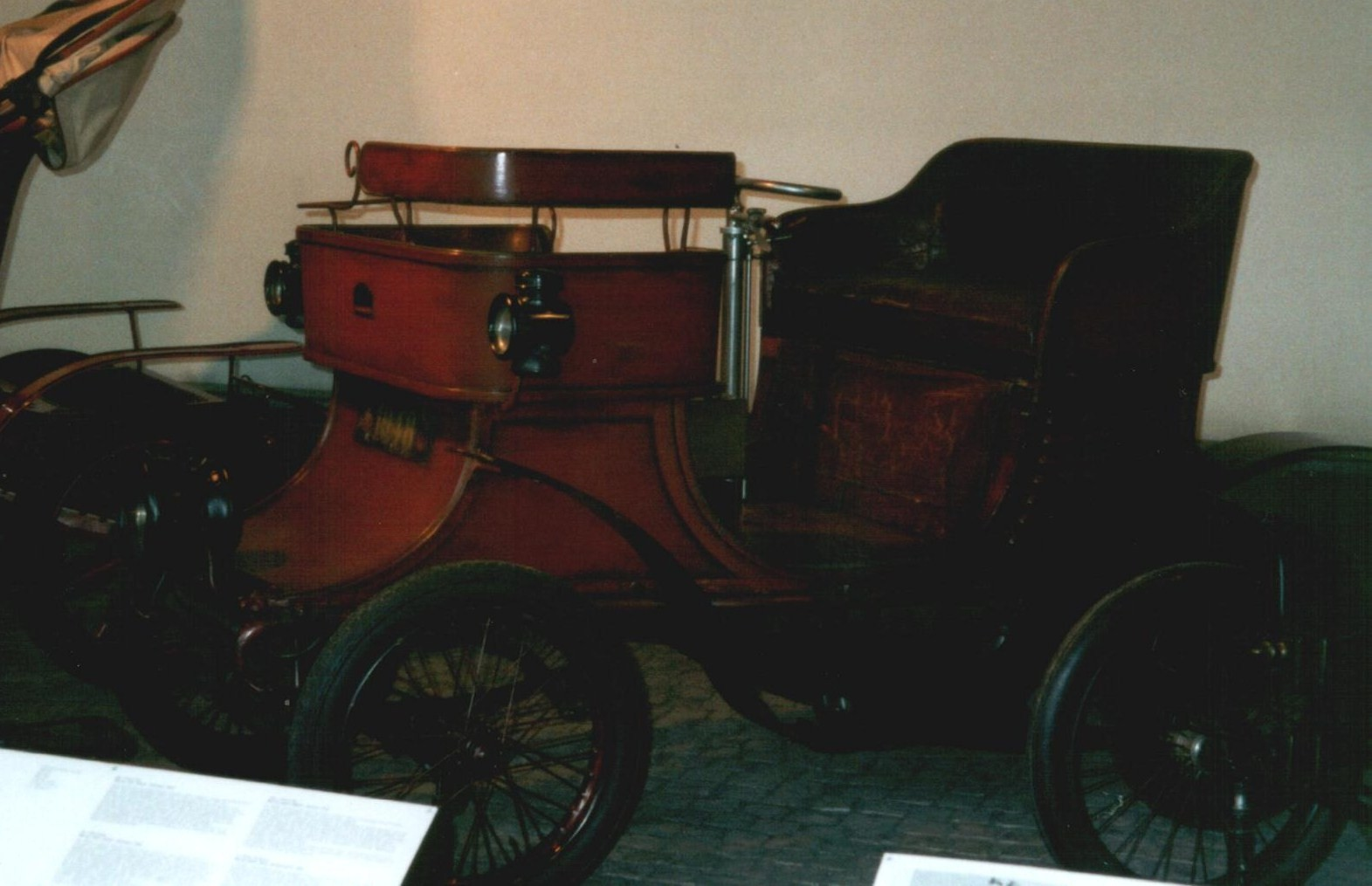
Berna-Automobil von 1902, noch in Bern gebaut
Berna Traktor zur Zeit des Ersten Weltkriegs
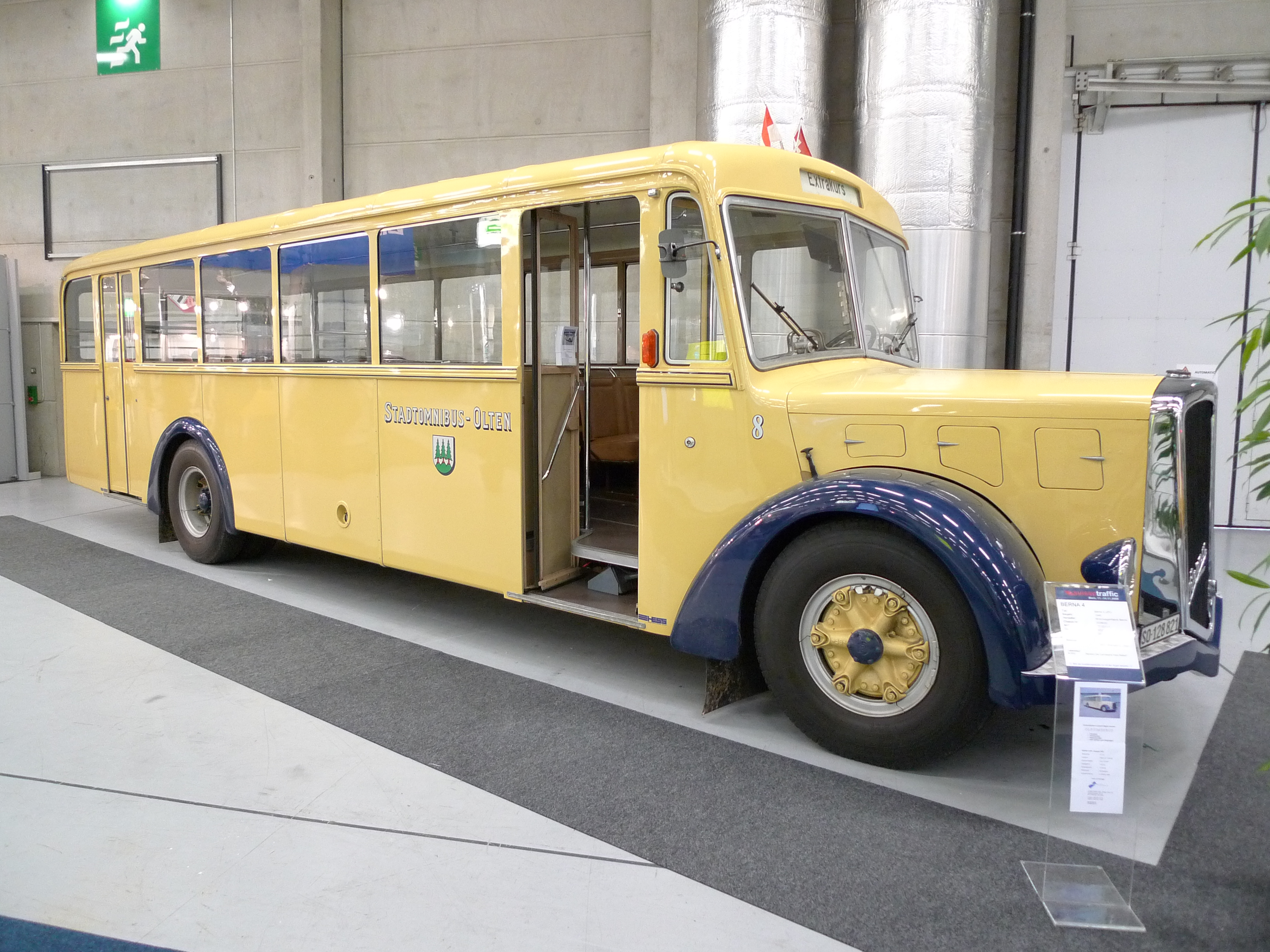
Berna-Autobus, Baujahr 1946
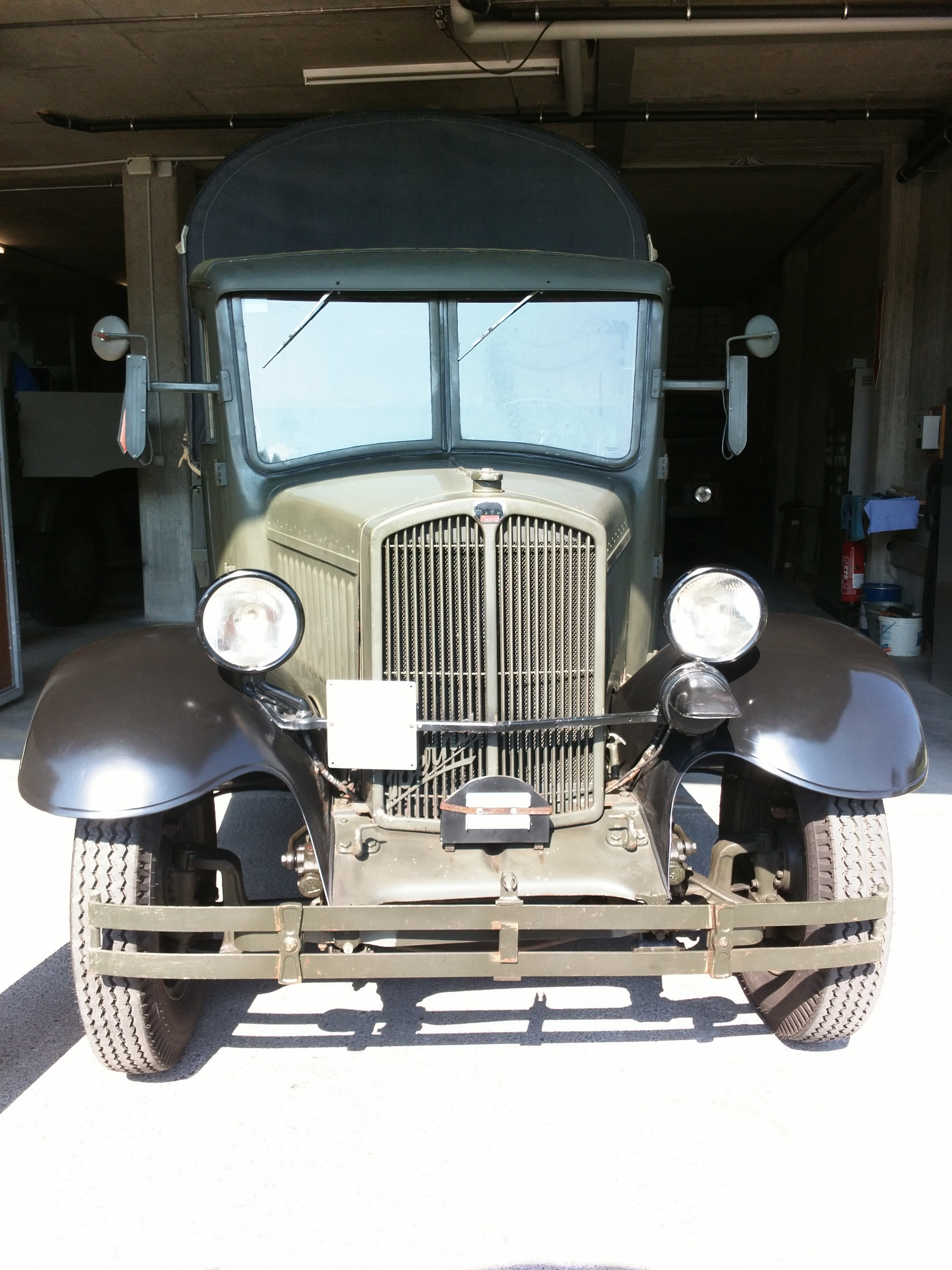
Berna L275/10 Armeelastwagen im Zuger Depot Technikgeschichte
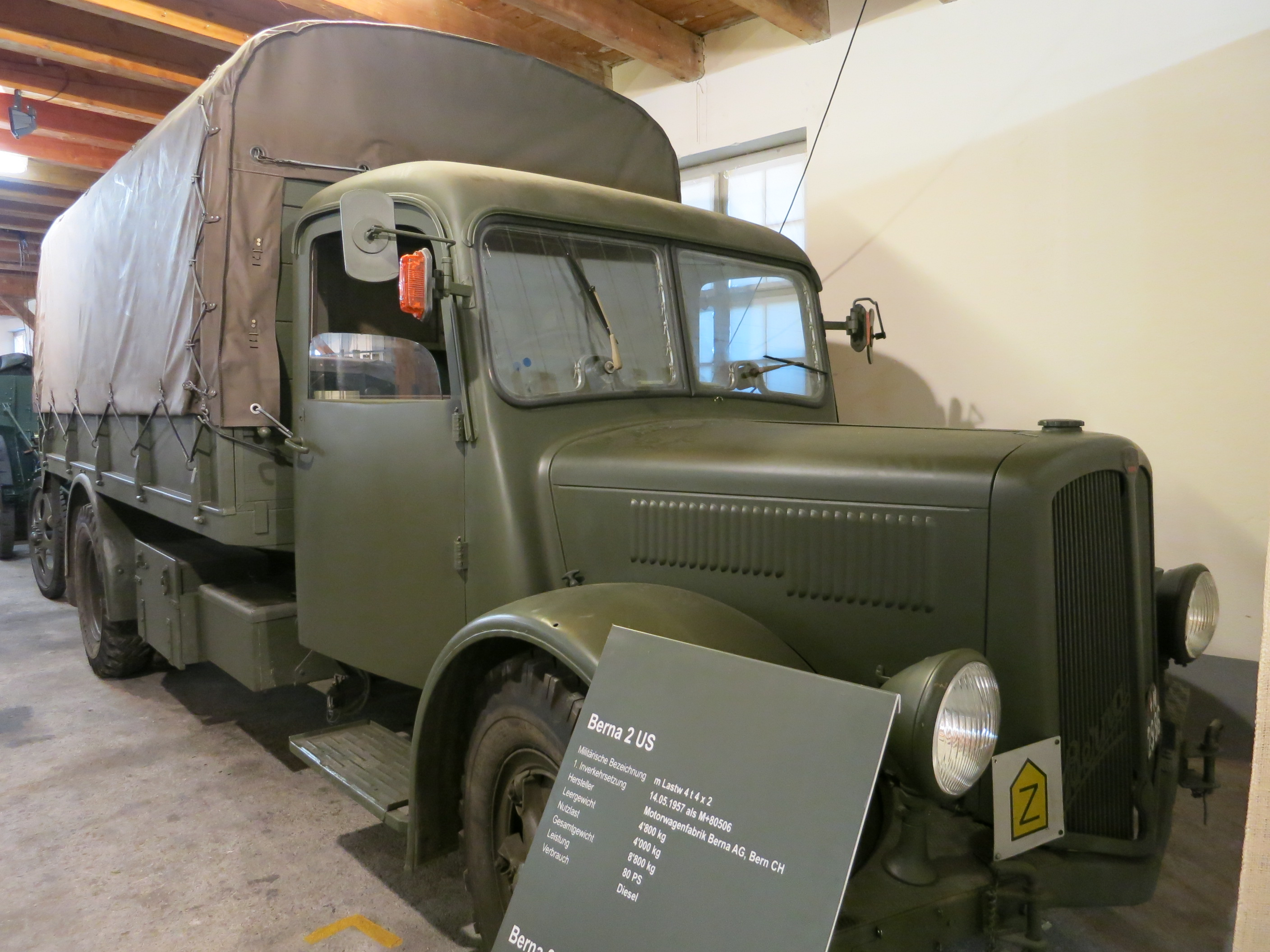
Berna 2 US Armeelastwagen im Museum im Zeughaus (Schaffhausen)
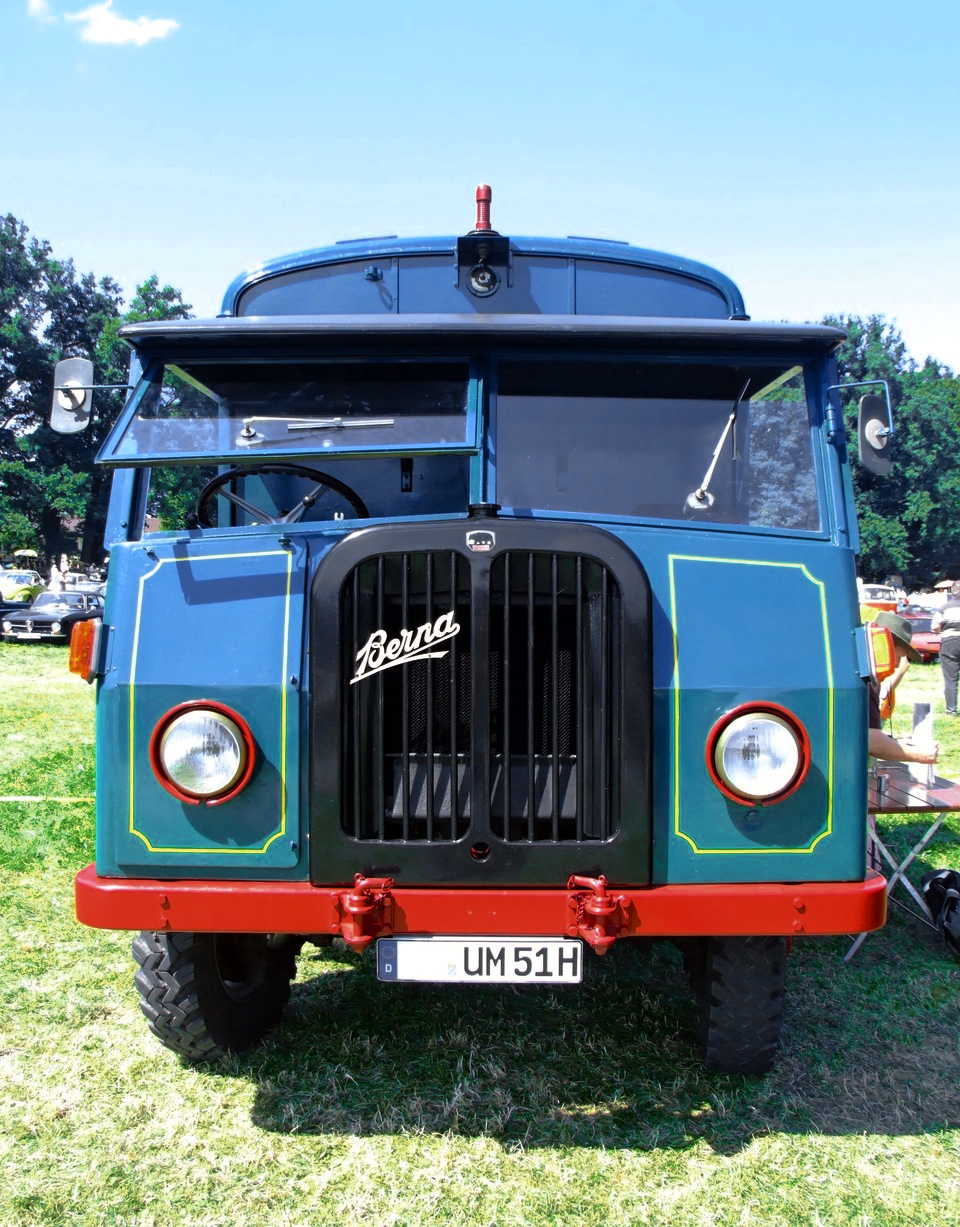
Berna Armee-Funkwagen auf Basis des Berna 2, Baujahr 1951
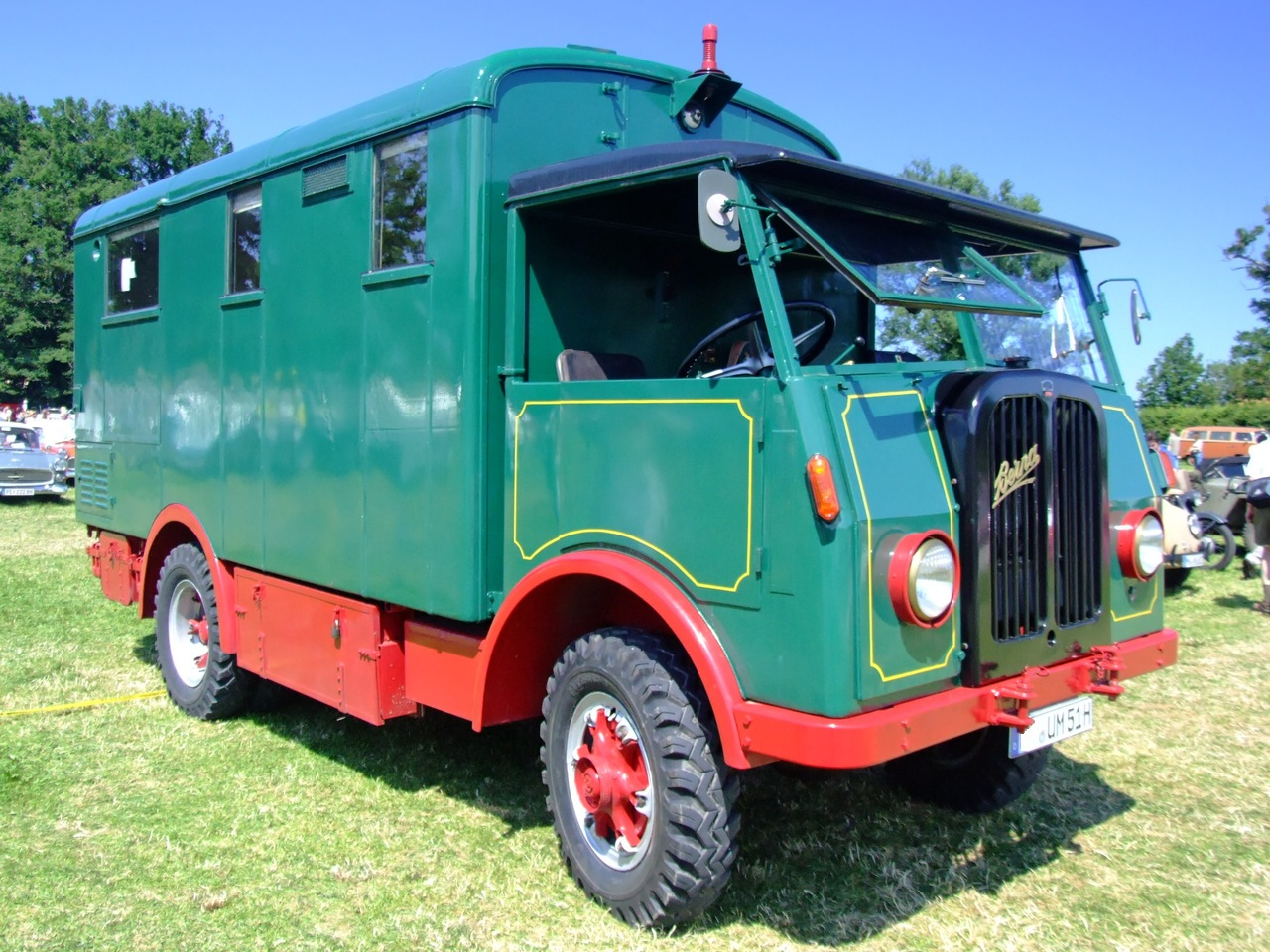
Berna Armee-Funkwagen, Baujahr 1951
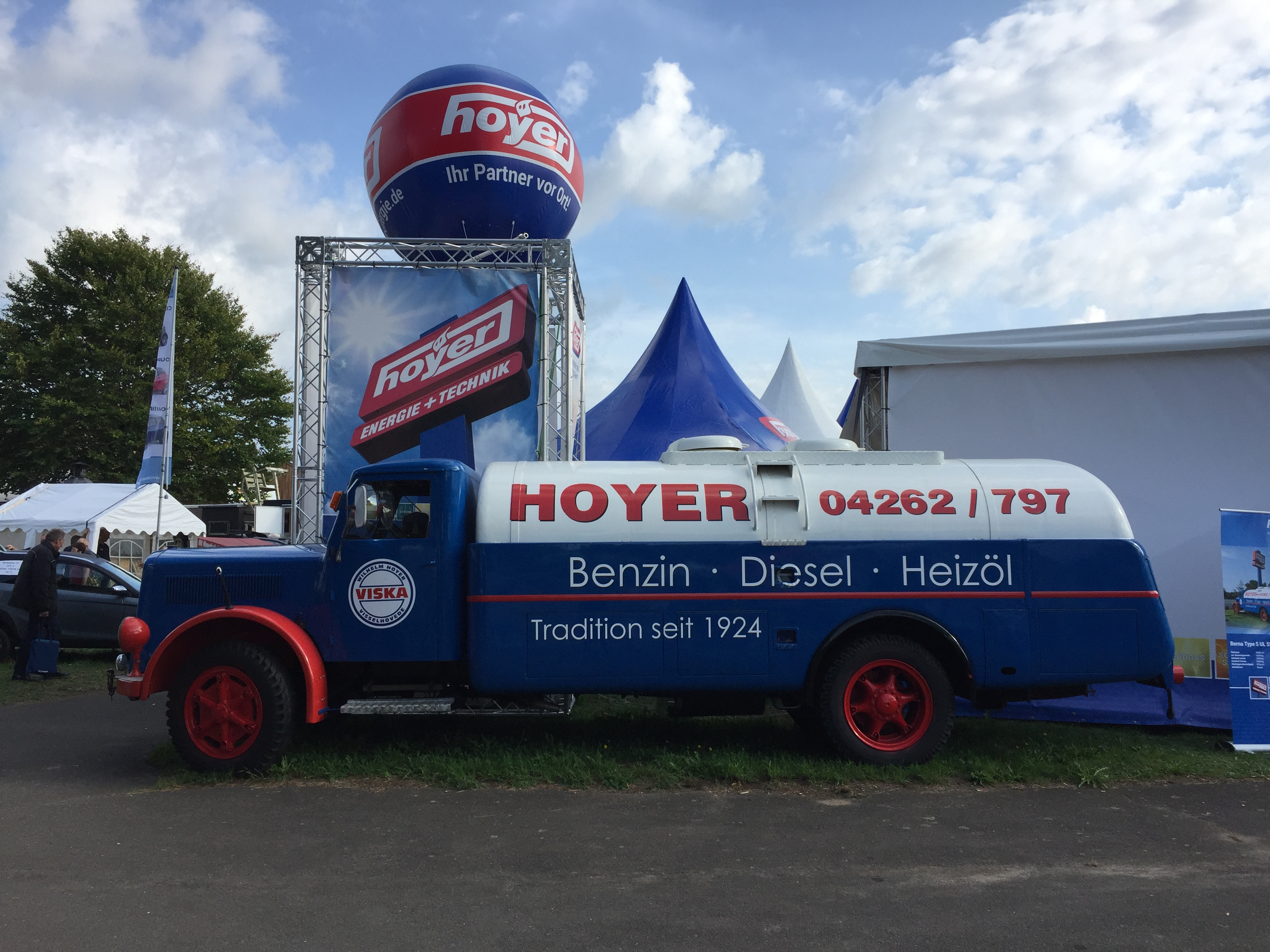
Berna Tanklaster Baujahr 1958
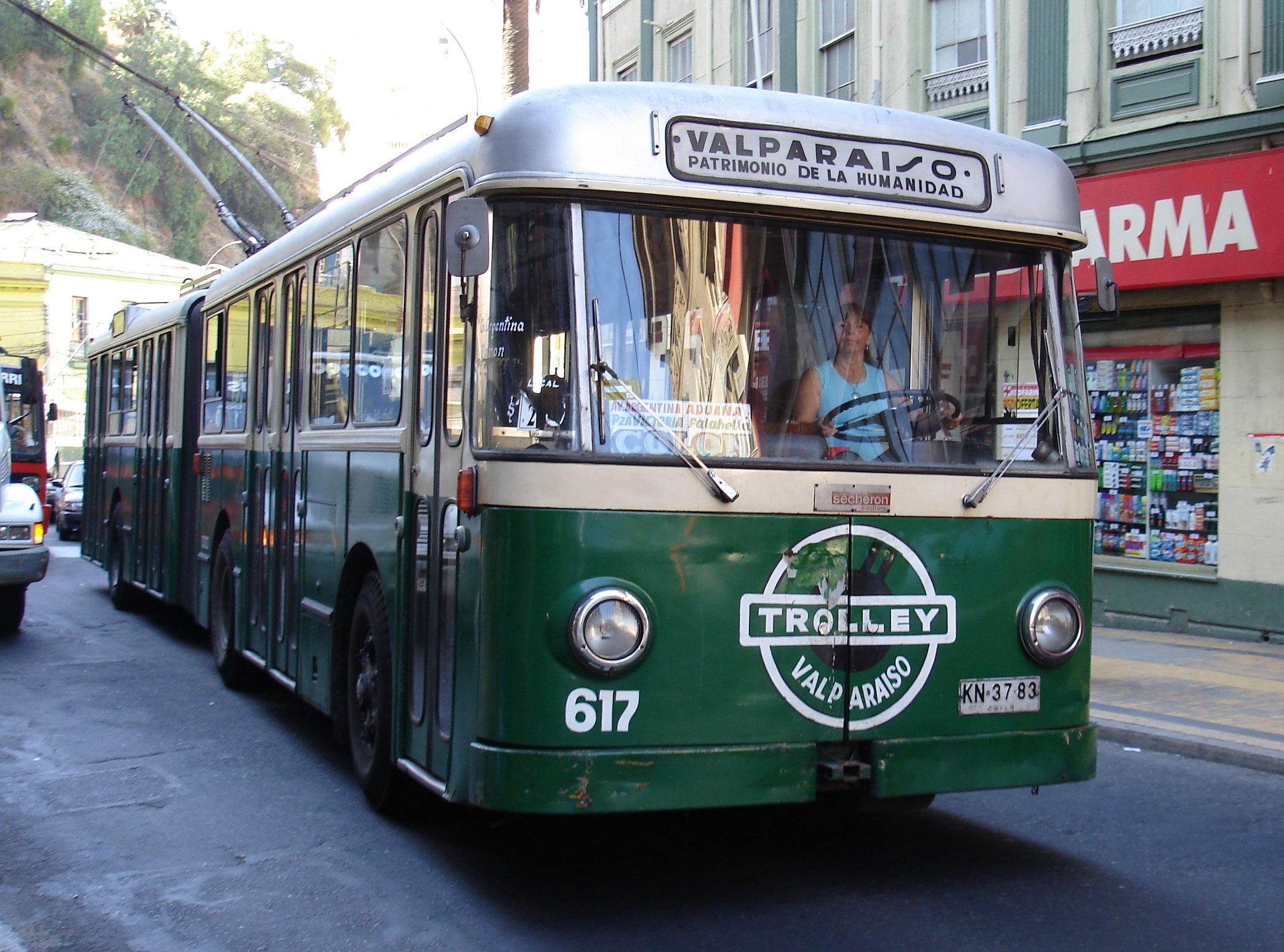
Ein 1965 gebauter Berna-Trolleybus des Typs 4 GTP  beim Oberleitungsbus Valparaíso
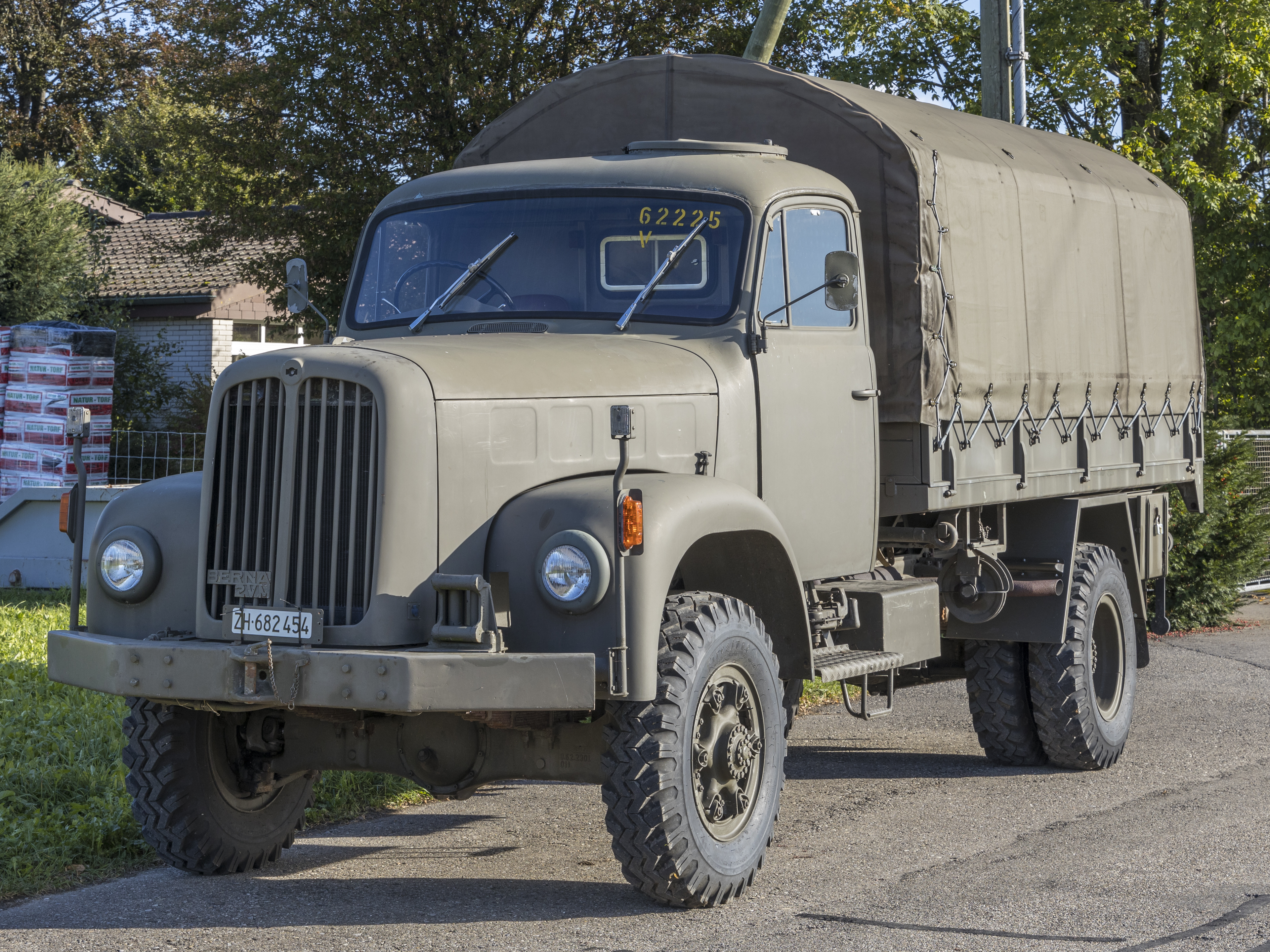
Armeelastwagen Berna 2VM, baugleich mit Saurer 2DM
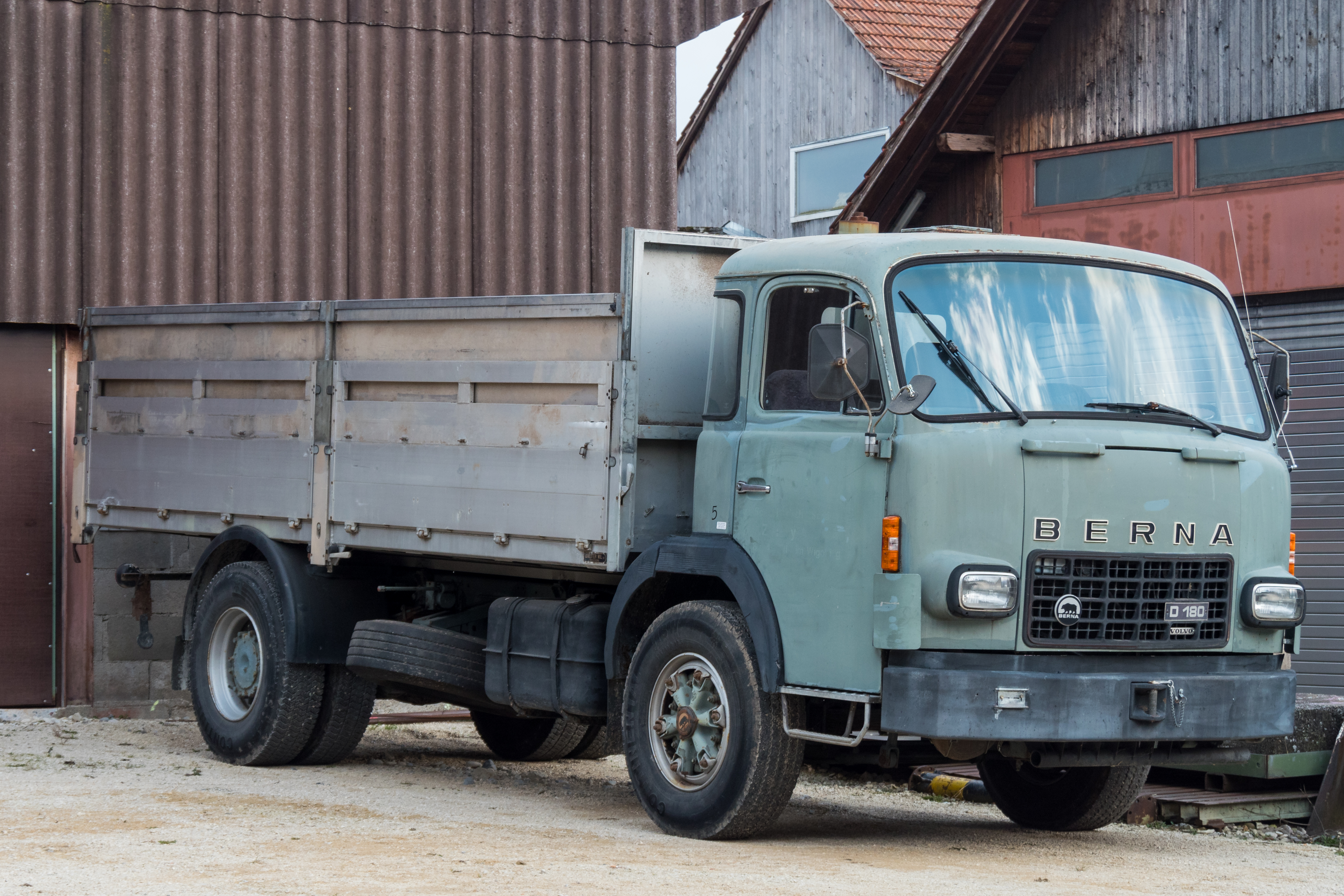
Berna D180
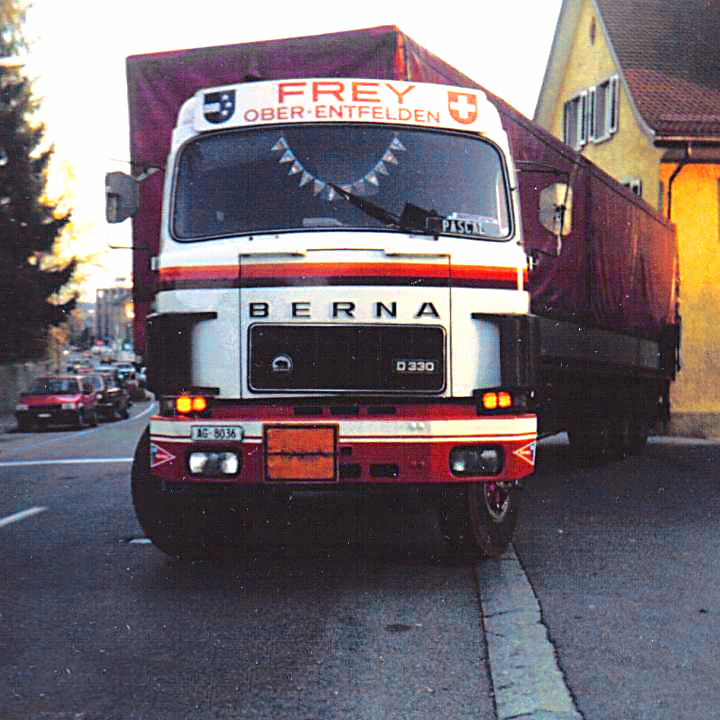
Berna D330 Sattelschlepper